# Argyreia wallichii
Argyreia wallichii är en vindeväxtart som beskrevs av Jacques Denys Denis Choisy. Argyreia wallichii ingår i släktet Argyreia och familjen vindeväxter. Inga underarter finns listade i Catalogue of Life.